# Ship Simulator
Ship Simulator, talvolta noto con il titolo Ship Simulator 2006, è un videogioco per Microsoft Windows, sviluppato dalla compagnia olandese VSTEP.

## Modalità di gioco
Si tratta di un videogioco di simulazione navale, dove il giocatore può scegliere varie imbarcazioni, fra cui navi cargo, traghetti, e lussuosi yacth, navigando in varie condizioni climatiche. La versione del 2008 aggiunse vari particolari come la transizione dal giorno alla notte e l'aggiunta di veicoli e porti.
Nel gioco 2008 si può anche pilotare il gigantesco RMS Titanic.

## Versioni
- Ship Simulator 2008
- Ship Simulator 2011